# 东大桥站 (北京市)

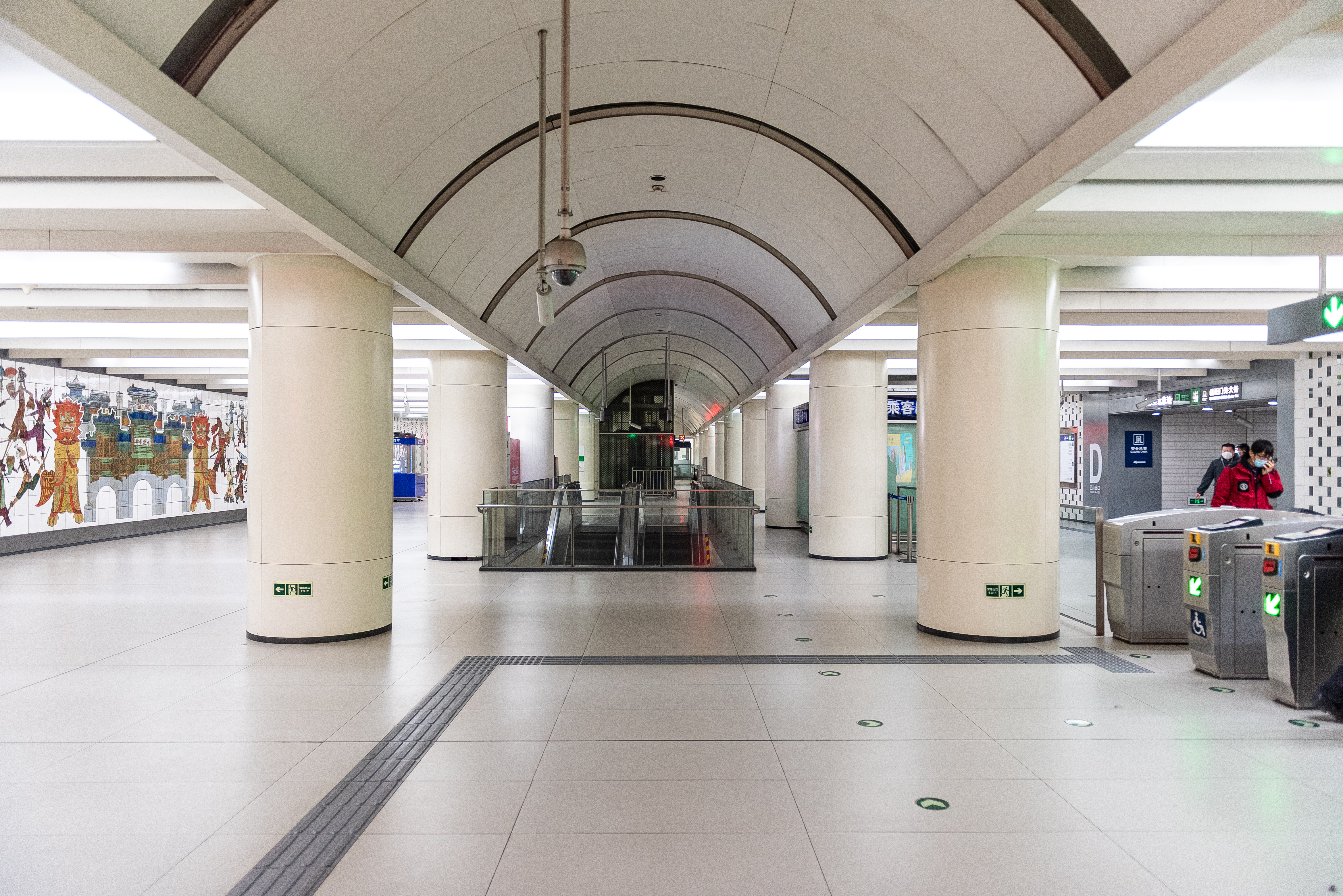
东大桥站6号线站厅（2021年1月摄）

东大桥站是一个位于中国北京市朝阳区朝外街道与呼家楼街道交界朝阳门外大街、朝阳北路、工人体育场东路、东大桥路、关东店北街、朝阳路交叉口，属于北京地铁6号线与建设中的17号线、22号线和28号线的换乘站。是北京地铁第一座四线换乘站。

## 位置及名称

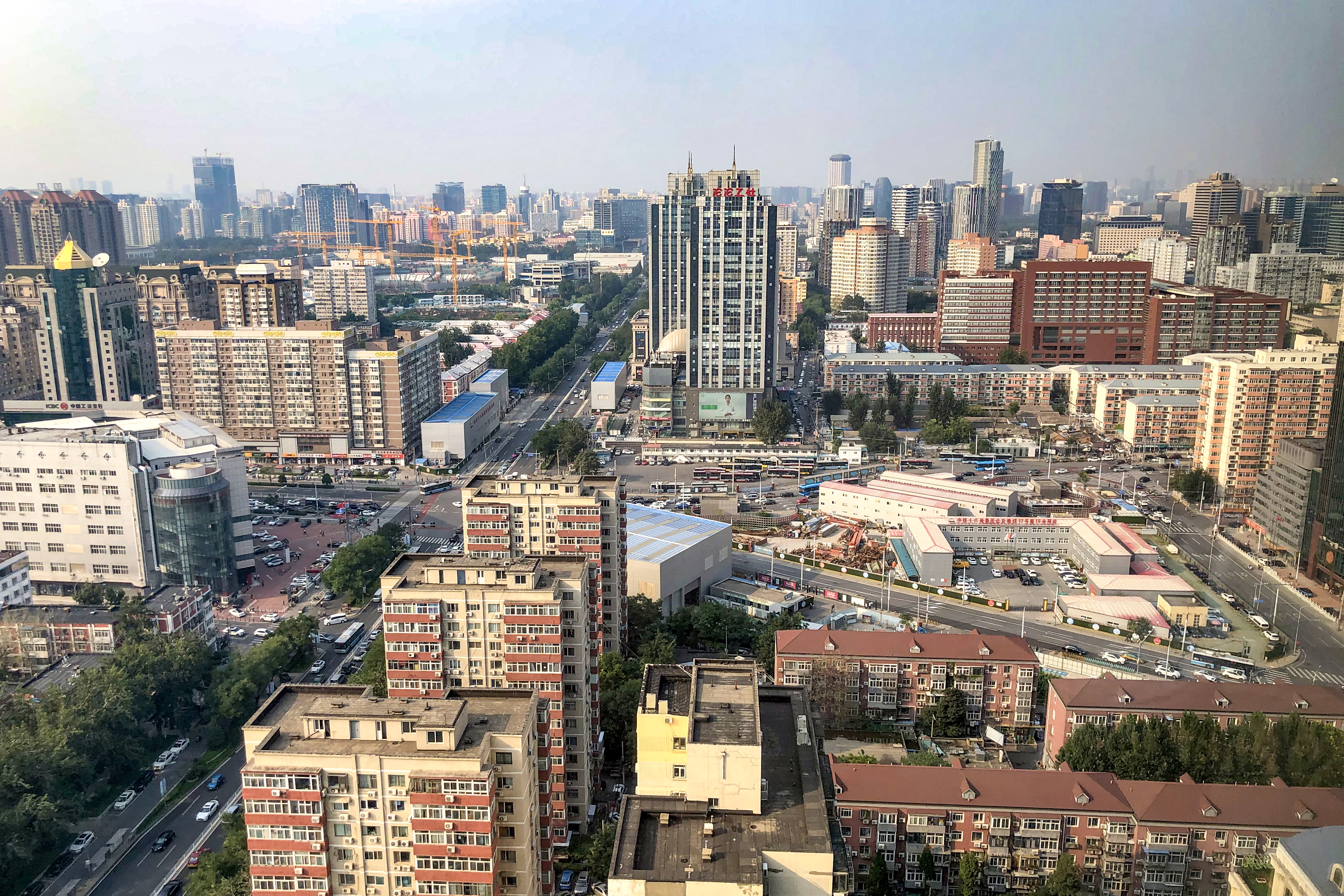
东大桥路口及三角地（2021年9月摄）

东大桥站位于东二环和东三环之间；工体东路－东大桥路（南北向）和朝阳门外大街（西－东南走向）、朝阳北路（自此处向东）的交汇处东侧，位于朝阳北路地下，呈东西走向。
东大桥这一地名源自本站所在路口的一座旧桥：早年间朝阳门外有一条排水沟从今工人体育场一带（当时为水塘洼地）沿现在的工体东路向南流，与京通土路相交，明代在此修建一座木桥，清朝改为石桥，因地处朝阳门东侧而俗称“东大桥”，1937年侵华日军将桥上和桥两侧的虎皮条石拆掉，铺成石子路，但桥基尚存；20世纪50年代在修建工体东路时，东大桥的桥基被埋在马路下。

## 结构
东大桥站为地下二层车站，部分为一层，岛式站台设计，双柱三跨结构，车站工程总长255米。17号线车站与6号线车站呈T型布置，采用通道换乘；平谷线车站为地下五层双柱三跨岛式车站，与28号线在本站上下叠落，其中28号线在上，平谷线在下:41。
| 地面层          | 出入口                  | A—D出入口                 |
| 地下一层 站厅层 | 站厅                    | 客务中心、进出站闸机      |
| 地下二层 站台层 |                         | █ 6号线往金安桥（朝阳门） |
| 地下二层 站台层 | 岛式站台，左側開门      |                           |
| 地下二层 站台层 | █ 6号线往潞城（呼家楼） |                           |

## 出入口
|                           |                |                                                                        |      |                |
|                           |                |                                                                        |      |                |
|                           |                |                                                                        |      |                |
|                           |                |                                                                        |      |                |
| 編號                      | 指示           | 建議前往的目的地                                                       | 照片 | 无障碍设施图片 |
| 出口 · A                  | 工人体育场东路 | 工人体育场东路（东侧）、工人体育场南路、朝阳门外大街、北京工人体育场   |      | 不適用         |
| 出口 · B                  | 朝阳北路       | 朝阳北路（北侧）、南三里屯路、工人体育场南路、核桃园北里、北京朝阳医院 |      | 不適用         |
| 出口 · D · 1 · 升降机标志 | 朝阳门外大街   | 朝阳北路、关东店北街、朝阳门外大街                                     |      |                |
| 註： 設有                 |                |                                                                        |      |                |

## 车站艺术
6号线站厅侧墙设有壁画《东岳古韵》，取材于临近的东岳庙。建设中的17号线站厅计划在拱顶布置韩美林设计的组画《凤鸣东方》。

## 接驳交通
东大桥是现状北京东部重要的公共交通换乘中心站，现有场站在路口东北角，市民广场北，与6号线车站北侧两个出入口衔接。

## 历史
2012年12月30日，6号线东大桥站建成启用。
2019年8月，因17号线东大桥站施工，6号线朝阳门至东大桥上行区间临时采取限速措施。
2022年4月，28号线东大桥至京广桥区间1号施工竖井实现局部围挡进场。
2022年12月24日起，由于22号线及28号线站场建设需要，6号线东大桥站D2口封闭拆除。
2025年4月26日，28号线东大桥站开启主体结构钢管柱施工，由此全面进入主体结构施工阶段。